# Musée mim

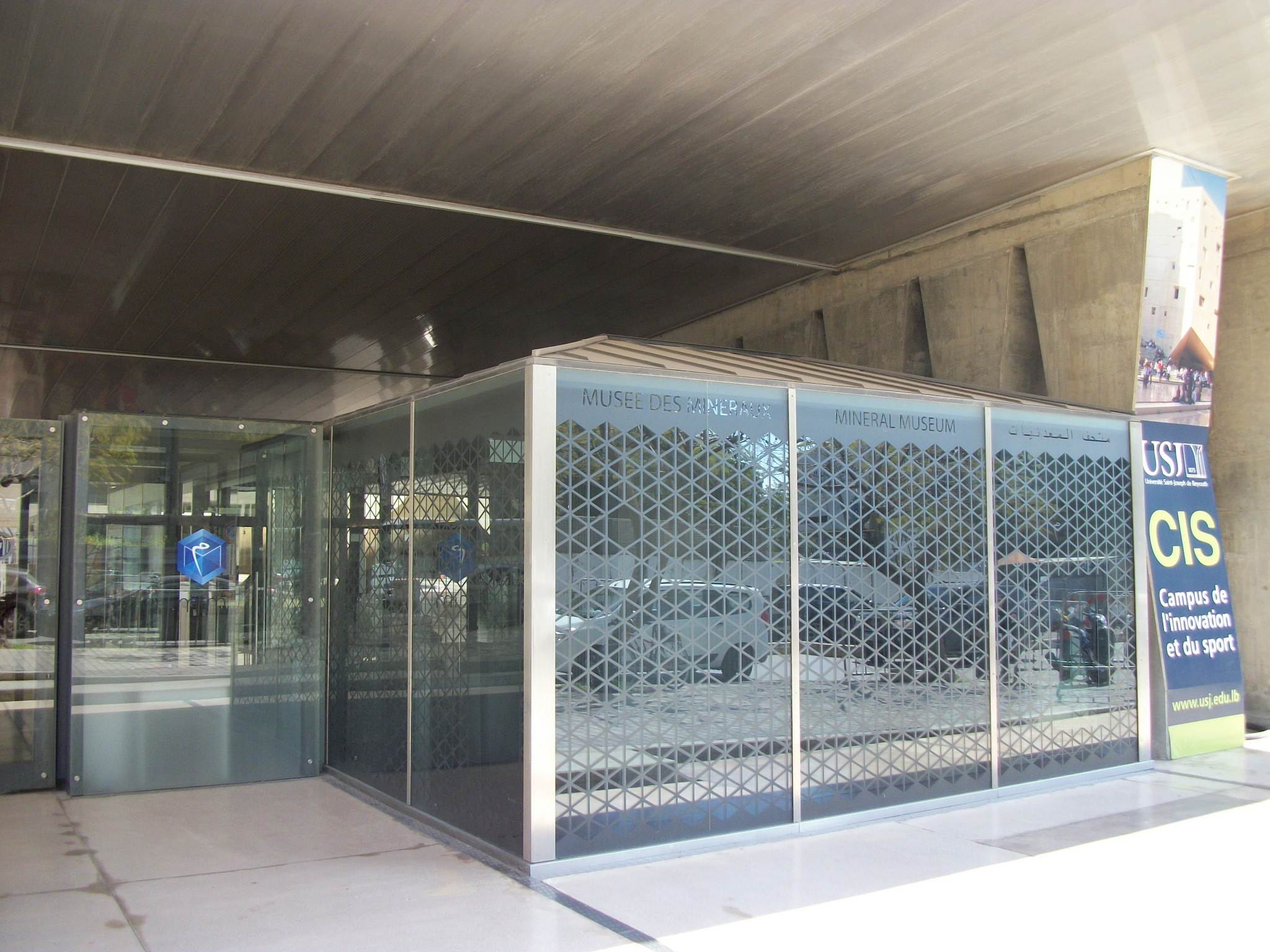
Entrée et boutique du mim, à l'université Saint-Joseph de Beyrouth.

mim
« MIM (musée) » redirige ici. Pour les autres significations, voir MIM.
Le musée mim est un musée privé de minéralogie et de paléontologie situé à Beyrouth, au Liban. Le musée présente plus de 2 200 minéraux représentant environ 510 variétés différentes provenant de plus de 75 pays. Abritant l'une des plus importantes collections privées de minéraux au monde, il a ouvert en octobre 2013.

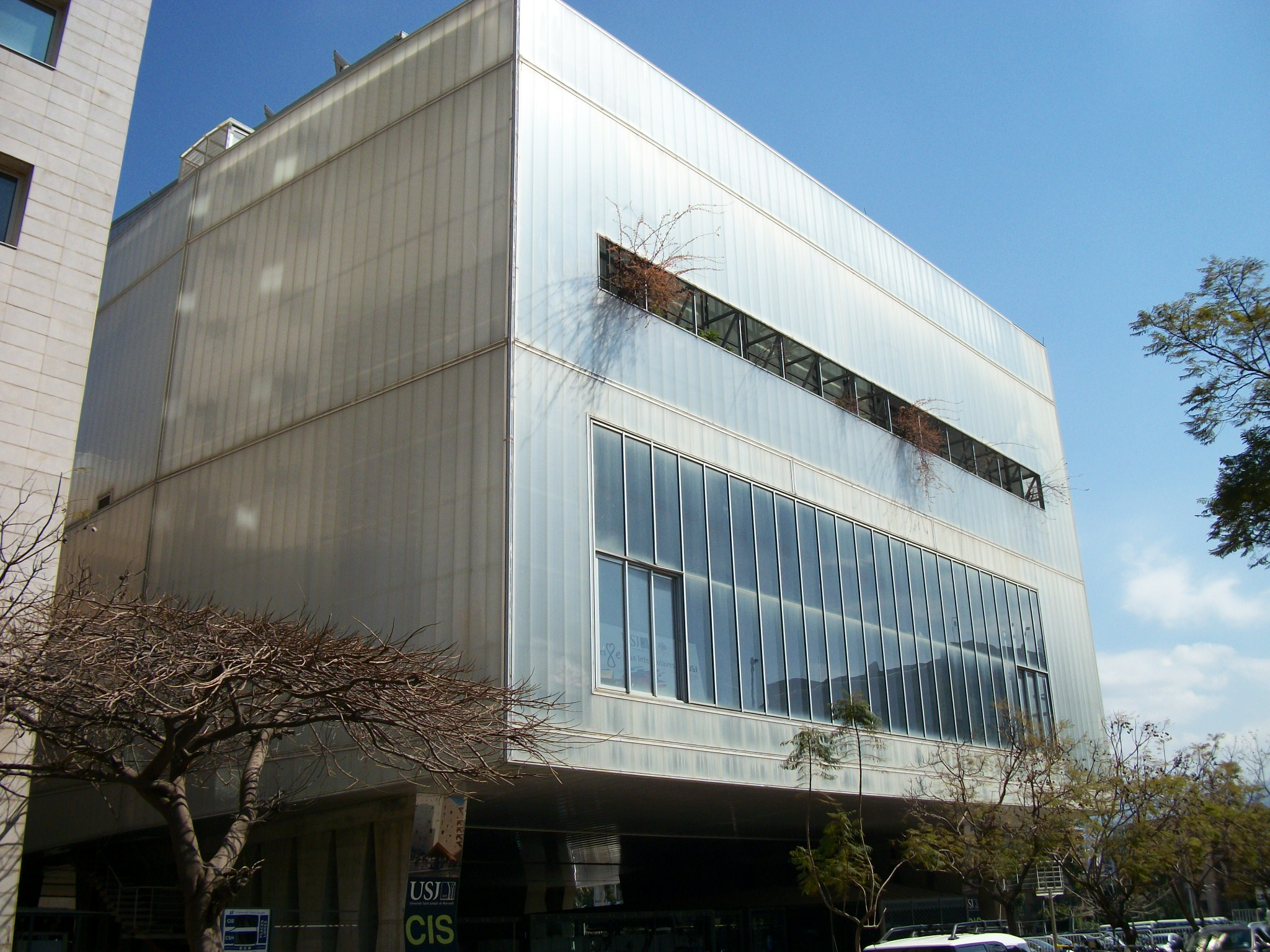
Université Saint-Joseph, campus de l'innovation et du sport, à Beyrouth.

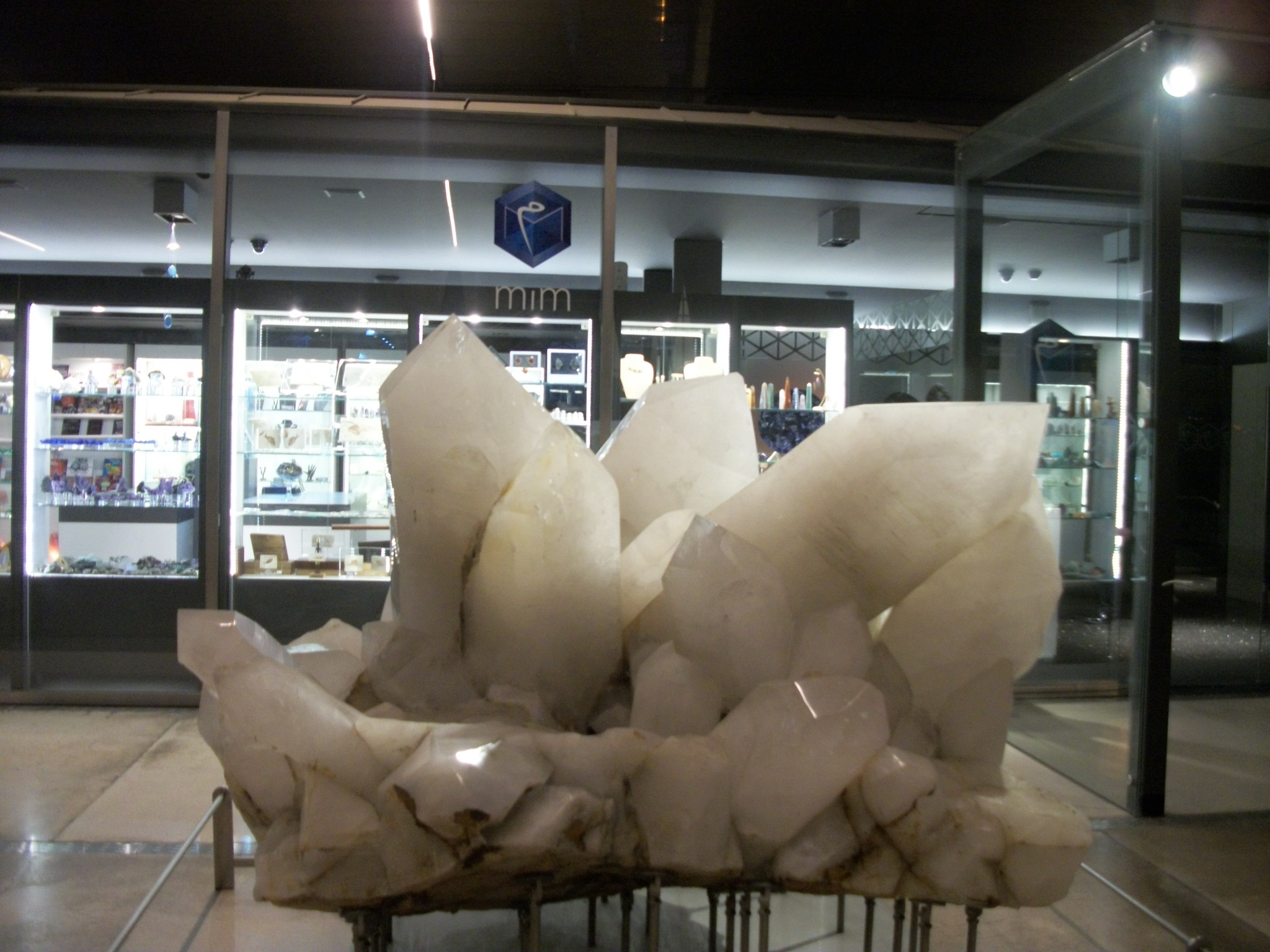
Quartz géant exposé à l'entrée du musée.

Le musée accueille également une exposition de fossiles marins et volants originaires du Liban.

## Histoire
La collection de minéraux du mim est constituée à partir de 1997 par Salim Eddé, ingénieur chimiste et cofondateur de la société informatique Murex. En 2004, il décide de rendre sa collection accessible au public et conçoit le premier musée du genre au Liban. Il en présente l'idée au père René Chamussy, recteur de l'Université Saint-Joseph de Beyrouth, qui l'adopte et réserve à la collection 1 300 m2 au sous-sol d'un immeuble alors en construction sur le campus de l'innovation, de l'économie et du sport, près du Musée national de Beyrouth.
Au cours des dix années qui suivent, Salim Eddé poursuit la constitution de sa collection, aidé de Jean-Claude Boulliard, conservateur de la collection de la Sorbonne. L'inauguration du musée, construit sur les fonds personnels du collectionneur, a finalement lieu en octobre 2013.
Salim Eddé indique qu’en sus du don de sa collection, il continuera de son vivant à assurer l’équilibre financier du musée.

## Collection de minéraux
Les pièces proviennent d'autres collections réputées, anciennes ou plus récentes, ainsi que d'acquisitions minières contemporaines, et forment l'un des plus beaux ensembles au monde.
La muséographie met en valeur « l'aspect esthétique » davantage que celui scientifique, minéralogique, bien que celui-ci soit développé à travers des écrans tactiles qui offrent aux visiteurs d'approfondir leurs connaissances.

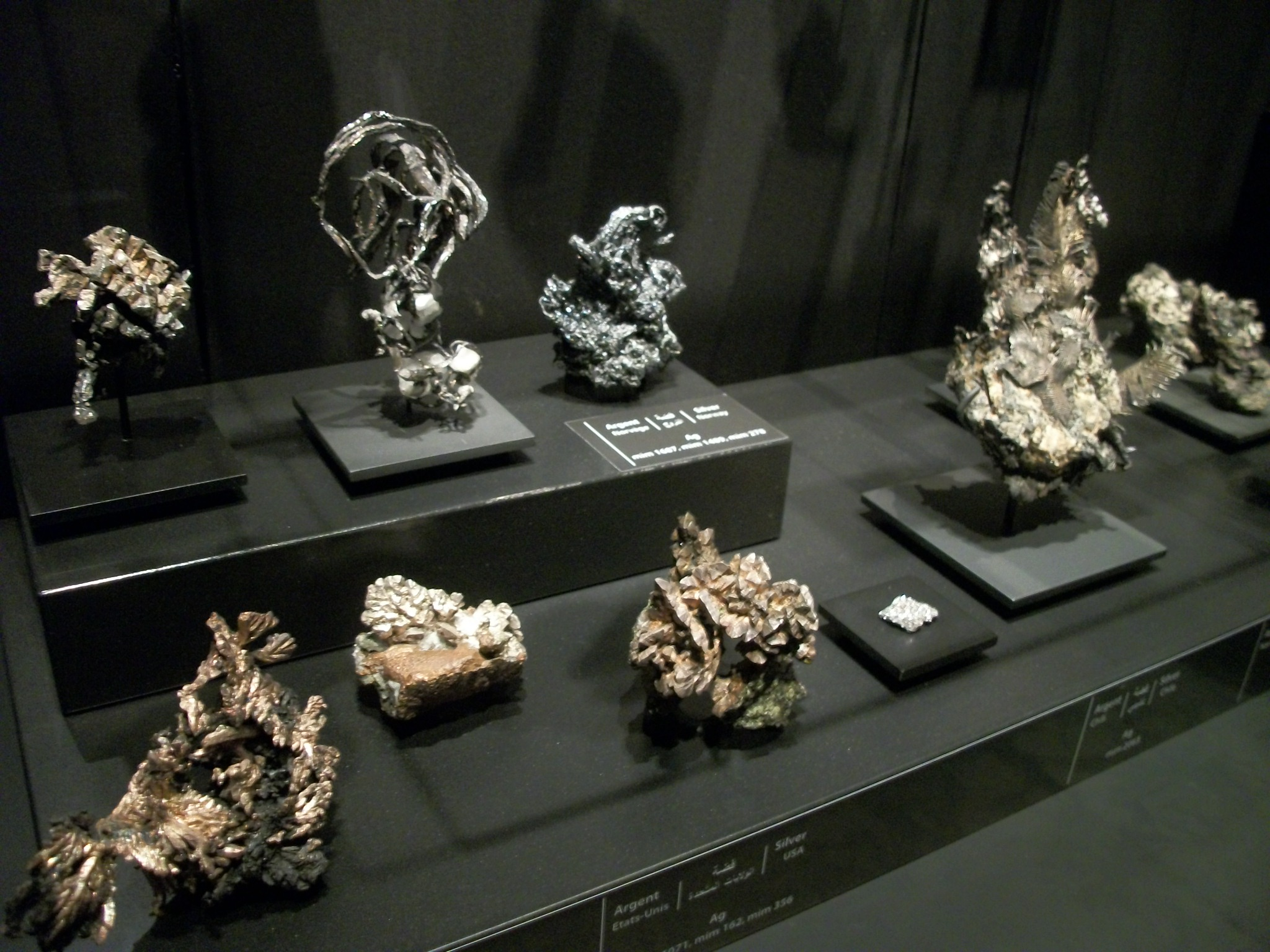
Ensemble de spécimens d'argent natif.

### Salle du trésor
La salle du trésor expose des métaux précieux (or et argent) et pierres précieuses (diamants, rubis, topazes, émeraudes, péridot, saphirs, etc.) qui ont été sélectionnés pour leurs qualités, couleur et formes géométriques bien exprimées. Des éclairages spécifiques mettent en valeur les variations de couleur et détails des plus belles pièces.

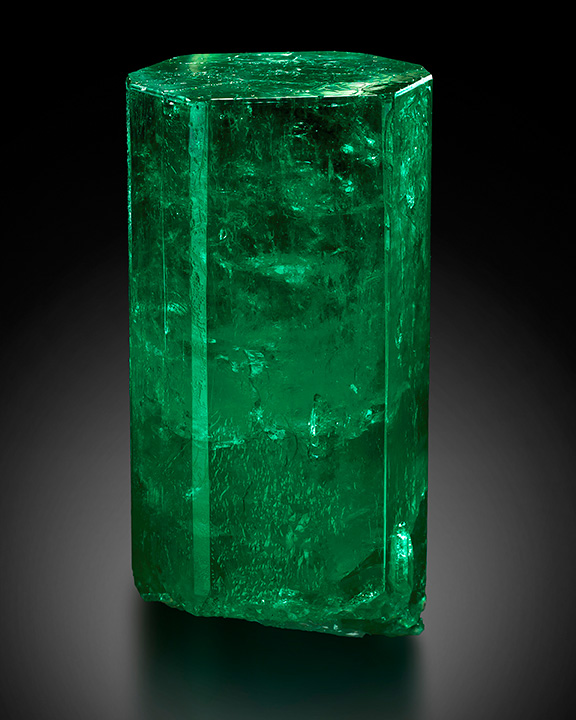
Émeraude de la collection du musée, grand cristal prismatique di-hexagonal de 1 390 carats non découpé, de couleur vert foncé. Il est transparent et présente peu d’inclusions dans les deux tiers supérieurs ; il est translucide dans la partie inférieure.
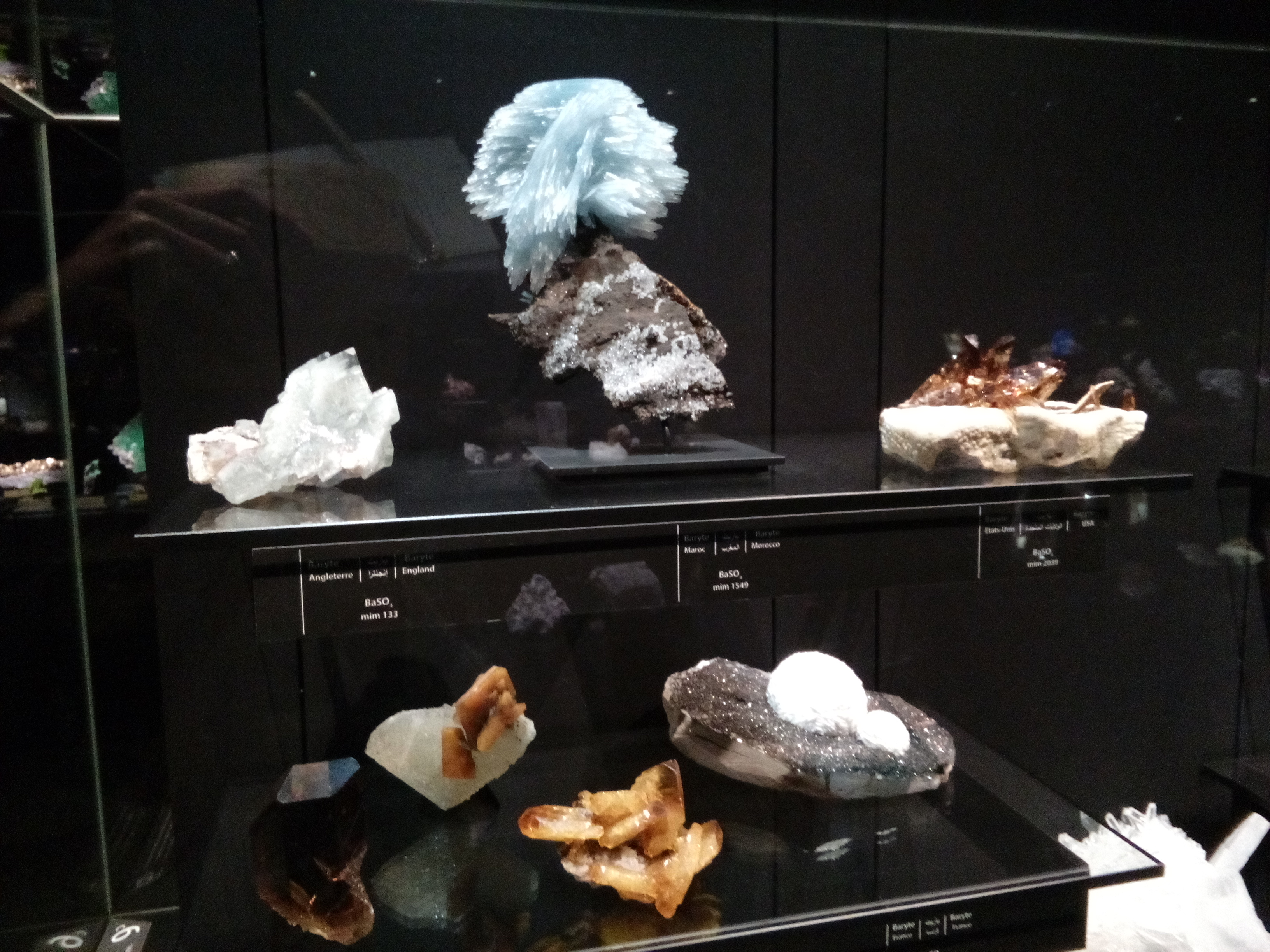
Quelques barytes exposées. Celle du milieu provient du Maroc et est surnommée par le musée « Le Cèdre bleu »
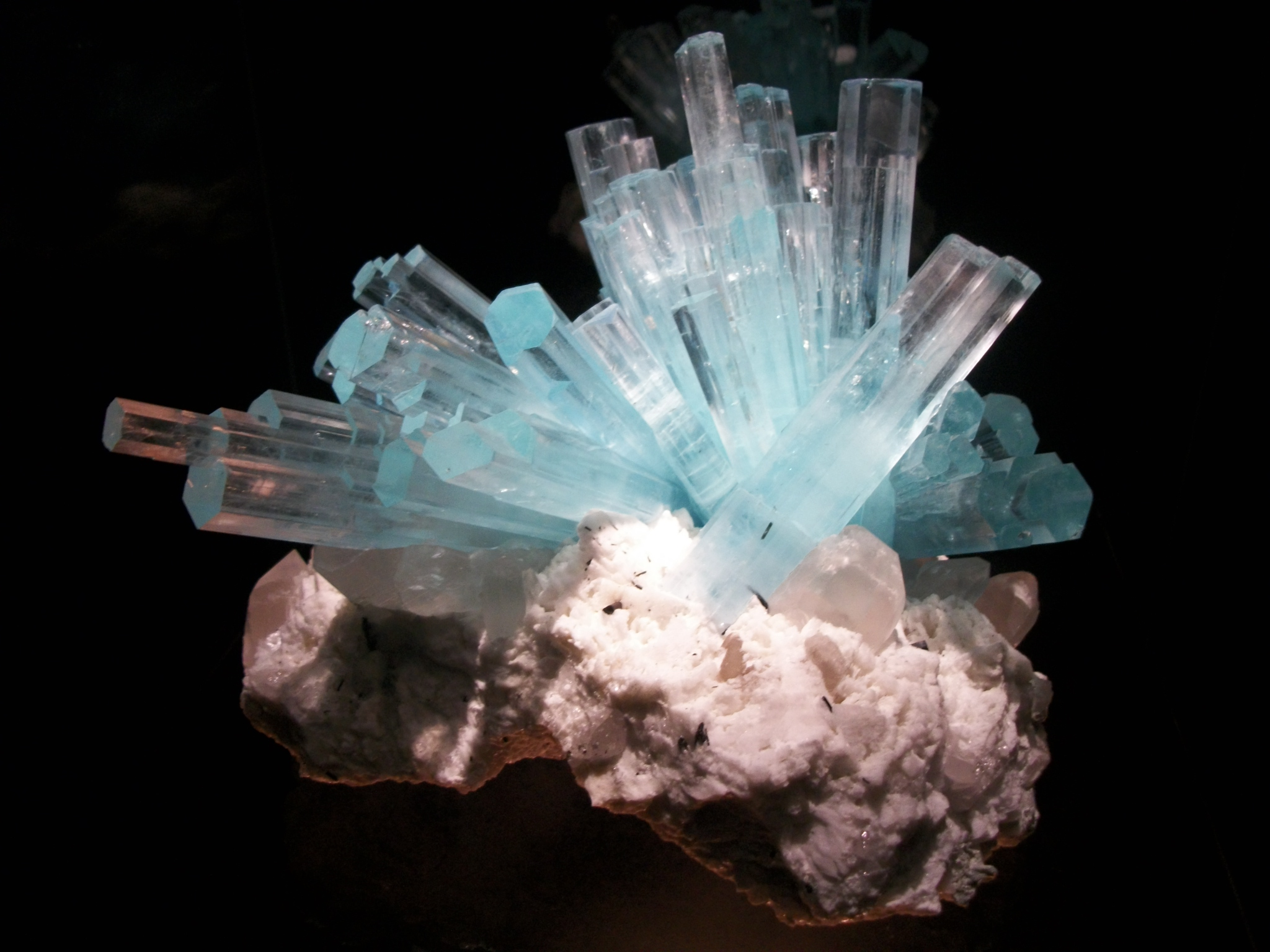
Aigue-marine du Pakistan dans la salle du trésor.

## Collection de fossiles

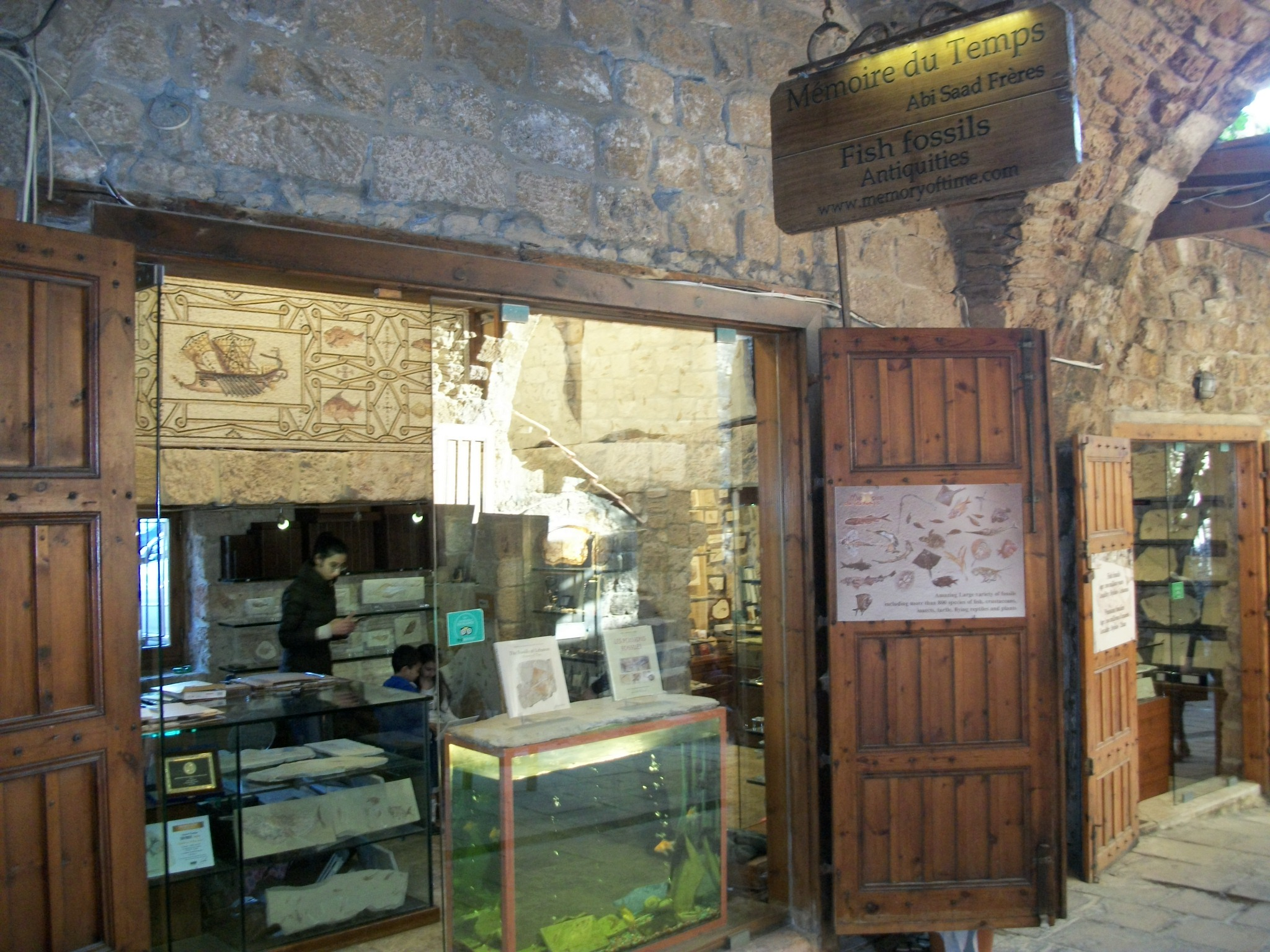
Le musée Mémoire du temps

Une salle expose les poissons fossiles provenant du Liban. L'exposition donne à voir des ancêtres de requins, raies, sardines, ainsi que de crevettes, langoustes et pieuvres. Les plus beaux fossiles, remontant à 100 millions d'années, ont été achetés au musée Mémoire du temps de Byblos[source insuffisante]. À l'entrée de cette salle est exposée une représentation grandeur nature du fossile de Mimodactylus libanensis surnommé « mimo », premier squelette complet de ptérosaure trouvé dans toute la région Afrique / Moyen-Orient. Un film en 3D le montre évoluant dans son habitat naturel d'origine, tandis qu'un jeu interactif muni d'un capteur permet au visiteur, par les mouvements de son corps, de diriger et de jouer avec le reptile dans son environnement.

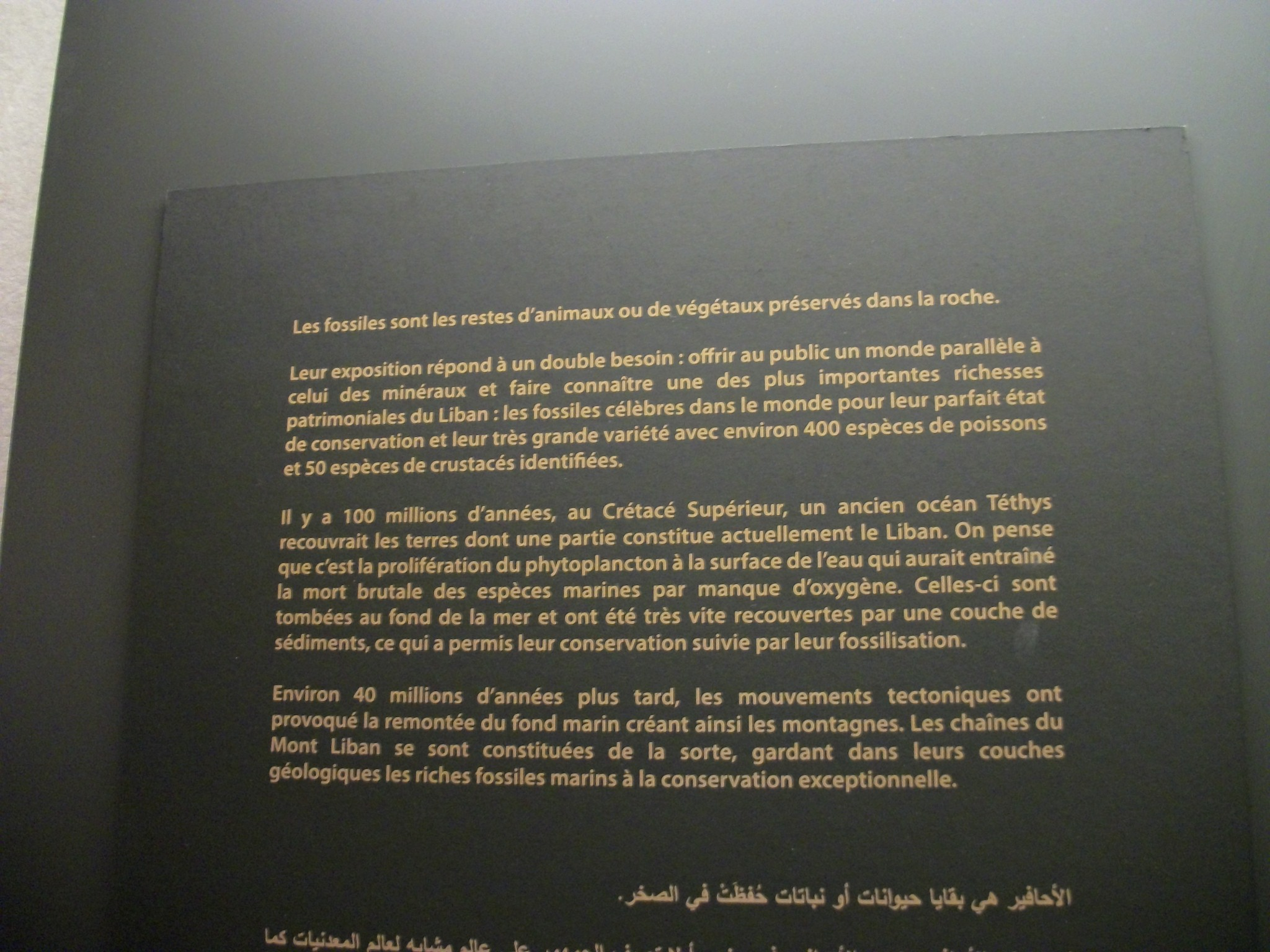
Panneau d'information sur la formation des fossiles et l'histoire géologique du Liban.
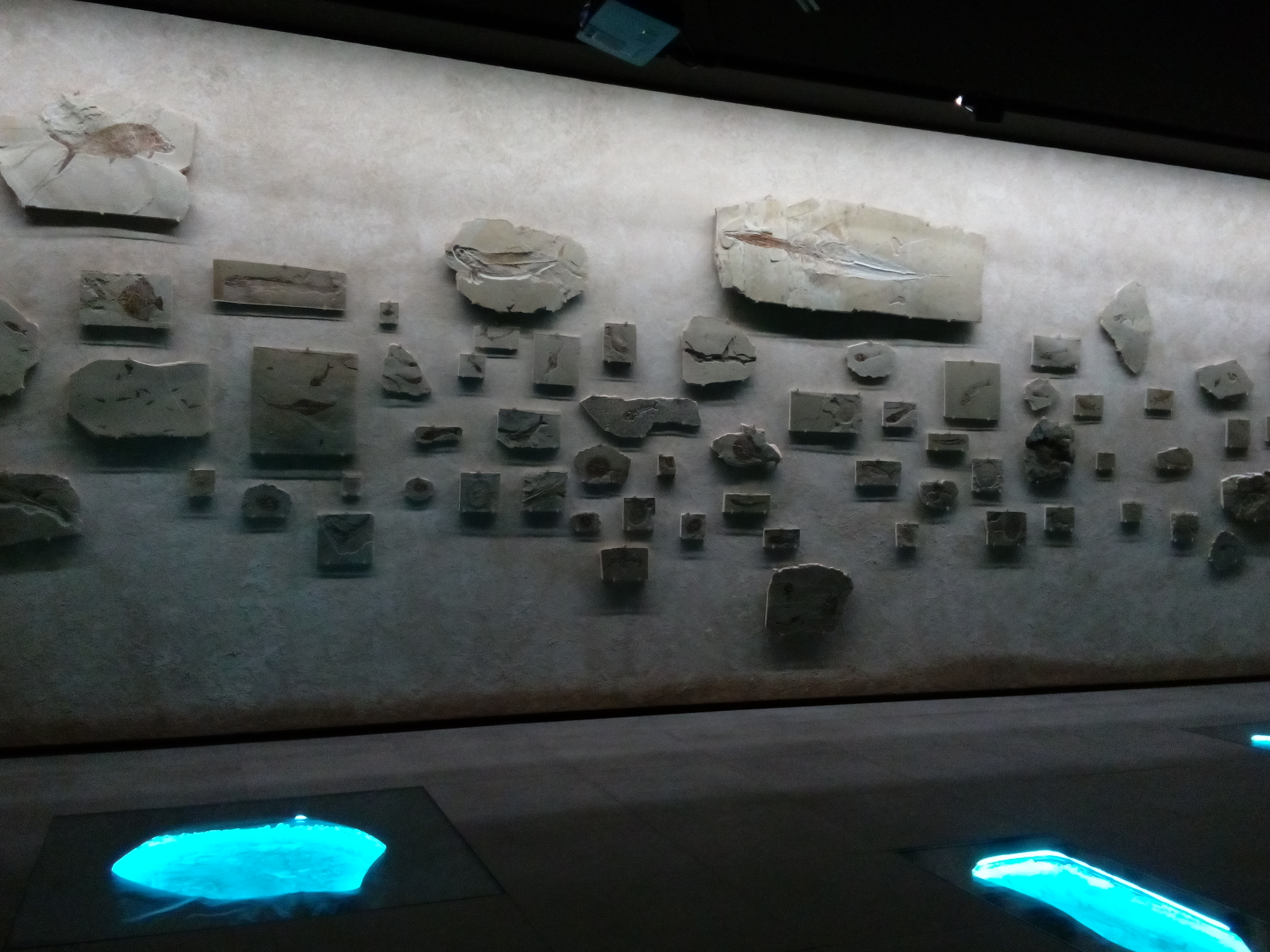
Exposition de poissons fossiles du Liban sur les murs et sous le sol.